# Tolminska brigada
Tolminska brigada je bila brigada v sestavi Narodnoosvobodilne vojske in partizanskih odredov Jugoslavije in ki je delovala med drugo svetovno vojno na področju Kraljevine Jugoslavije.
Brigada je ob nastanku imela v svoji sestavi tri bataljone, od katerih je eden deloval v okviru soških brigad na desnem bregu reke Soče, druga dva bataljona pa sta delovala na železniški in cestni komunikaciji v dolini Bače reke, od Svete Lucije do Podbrda, tako da je bil ta del železnice oktobra za okupatorja popolnoma neuporaben. Oktobra je pomagala Sedmi brigadi »France Prešern« pri likvidaciji nemških utrdb v vaseh Davči, Leskovec, Javorje, Hotavlje in drugih v Poljanski dolini na Gorenjskem.
25. oktobra 1943 je bila brigada razpuščena, večina njenega osebja pa je bila dodeljena brigadi »France Prešern«.

## Organizacija
- štab
- 3x bataljon